# Črešnjevec (gmina Vojnik)
Črešnjevec – wieś w Słowenii, w gminie Vojnik. W 2018 roku liczyła 18 mieszkańców.